# Rita Coolidge
Rita Coolidge (Lafayette (Tennessee), 1 mei 1945) is een Amerikaanse zangeres.

## Loopbaan
Coolidge begon haar carrière als achtergrondzangeres en werkte onder anderen met Joe Cocker, Eric Clapton, Leon Russell en Kris Kristofferson. Haar optreden als Superstar in het gelijknamige nummer van Cocker en Russell op het album Mad Dogs and Englishmen trok de aandacht.
Coolidge werd bekend als The Delta Lady en inspireerde Leon Russell om een lied met deze titel te schrijven. Zij ontmoette begin jaren zeventig Kris Kristofferson, met wie ze in 1973 in het huwelijk trad en een dochter Casey heeft. Zij namen samen enkele platen op, en zij wonnen in 1974 en 1976 een Grammy Award. Het huwelijk zou in 1980 eindigen in een echtscheiding.
In de latere jaren zeventig had Coolidge diverse hits als soloartieste, meestal met covers van liedjes van onder anderen Jackie Wilson, The Temptations en Boz Scaggs. Een van haar laatste hits was in 1983 het nummer All Time High, uit de James Bondfilm Octopussy.
In 1997 richtten Coolidge en haar zus Priscilla de groep Walela op, samen met Priscilla's dochter Laura Satterfield. Het oeuvre van die groep is Indiaans van aard. Walela is het Cherokeewoord voor kolibrie.

## Discografie

### Albums
| Album met eventuele hitnotering(en) in de Nederlandse Album Top 100 | Datum van verschijnen | Datum van binnenkomst | Hoogste positie | Aantal weken | Opmerkingen |
| ------------------------------------------------------------------- | --------------------- | --------------------- | --------------- | ------------ | ----------- |
| Anytime...anywhere                                                  | 1977                  | 01-10-1977            | 15              | 2            |             |
| Never let you go                                                    | 1983                  | 03-09-1983            | 15              | 6            |             |
| Fire me back                                                        | 1990                  | 23-02-1991            | 75              | 5            |             |

### Singles
| Single met eventuele hitnotering(en) in de Nederlandse Top 40 | Datum van verschijnen | Datum van binnenkomst | Hoogste positie | Aantal weken | Opmerkingen                 |
| ------------------------------------------------------------- | --------------------- | --------------------- | --------------- | ------------ | --------------------------- |
| Lover please                                                  | 1975                  | 29-03-1975            | tip18           | -            | met Kris Kristofferson      |
| (Your love has lifted me) higher and higher                   | 03-1977               | 19-11-1977            | tip16           | -            |                             |
| We're all alone                                               | 06-1977               | 24-09-1977            | 17              | 5            | Nr. 15 in de Single Top 100 |
| The way you do the things you do                              | 1978                  | 18-03-1978            | tip8            | -            |                             |
| You                                                           | 1978                  | 19-08-1978            | tip10           | -            |                             |
| All time high                                                 | 1983                  | 30-07-1983            | 6               | 7            | Nr.8 in de Single Top 100   |
| I stand in wonder                                             | 1990                  | -                     | -               | -            | Nr. 56 in de Single Top 100 |

### NPO Radio 2 Top 2000
Van Rita Coolidge stond alleen We're all alone in 1999 in de NPO Radio 2 Top 2000, op plek 1934.
- Bibsys: 6054898
- Bibliothèque nationale de France: cb138927069 (data)
- Gemeinsame Normdatei: 134350383
- International Standard Name Identifier: 0000 0001 1476 638X
- Library of Congress Control Number: n91072209
- MusicBrainz: 940b11e2-2df3-4374-9014-ff3fc710edef
- Nationale Bibliotheek van Tsjechië: xx0044511
- Nationale bibliotheek van Australië: 35600017
- Nationale Bibliotheek van Israël: 987007404801205171
- Nederlandse Thesaurus van Auteursnamen: 070643563
- Istituto Centrale per il Catalogo Unico: UBOV002145
- SNAC: w6t45bvw
- Trove: 1010119
- Virtual International Authority File: 85581957
- WorldCat: E39PBJbxDrtJyvJHbxd8PgVXBP